# Escut de Tarragona
L'escut de la ciutat de Tarragona consisteix en un camp d'or (groc o daurat), amb quatre vairats ondats de gules (vermell) en pal.
Es tracta, doncs, d'una variació del Senyal Reial de la Corona d'Aragó (Tarragona és de jurisdicció reial des de 1173), en la qual, els quatre pals de gules s'han modificat en vairats. Com passa amb molts escuts dels primers temps de l'heràldica, es tracta d'elements geomètrics sense cap significació concreta més enllà de la senyoria reial de la ciutat durant l'Edat Mitjana.
En el disseny que va aprovar el ple municipal el 30 de novembre de 1892, i que s'ha emprat des de llavors, es representa sobre pergamí d'argent. Per timbre, l'anomenada corona reial oberta, sense diademes que és un cercle d'or (tot i que habitualment representat en argent o blanc), engastat de pedres precioses, compost de vuit florons, visibles cinc, interpolats de perles; surmontada d'una palma de sinople (verd). Tot envoltat per una corona formada per una branca de llorer i una altra d'alzina de sinople unides per una cinta de porpra amb el lema Fidelíssima i Exemplar (que habitualment no es representa).

## La formació històrica de l'escut
Els testimonis més antics conservats dels vairats en pal del blasó de Tarragona són del segle xiv, ja que apareixen en llibres d'actes del Consell Municipal de 1369, 1388 i 1397, tot i que sense representació del color. Les primeres referències al color de l'escut són del segle xv. Així, el 1416, hi ha constància de la compra de: 
| «                                             | Dos onzes y mitg quart de seda vermella e groga que havem fet comprar per fer les floredures dels penons nous (…) ab les ondes o senyal de la ciutat | » |
| — Apud Juan Salvat y Bové, Op. cit. , pàg. 12 | |   |

 i hi ha anotacions similars de 1443, 1447 i 1448. Les primeres imatges a color de l'escut són de 1465 (Liber notacionum praesentis civitatis) i de 1568 (Llibre de les actes de les aygües).
La corona i palma sobre l'escut d'armes provenen d'un privilegi concedit per Felip IV, el 1645, per a premiar l'adhesió dels tarragonins al bàndol reial durant la Guerra dels Segadors: Setge de Tarragona (1641), Setge de Tarragona (1644). Els títols de Fidelíssima i Exemplar foren concedits per Isabel II al Reial Decret de 23 de febrer de 1856 en premi als "serveis prestats" durant el Setge de Tarragona (1811) a la Guerra del Francès.

## L'erroni "ondat d'atzur"
Amb l'evolució de l'heràldica, a partir del segle xvi es generalitza l'ús de figures que simbolitzin alguna característica del lloc que representen: com ara algun accident geogràfic o el nom (vegeu Heràldica#Desenvolupament històric). Respecte a les armes antigues, que simplement representen formes geomètriques, s'inicia la tradició erudita de cercar-los un significat (encara que sigui llegendari). En el cas de l'escut tarragoní, és en aquest moment (1585), quan hom comença a confondre els vairats amb ones de la mar.

L'escut d'ondes d'atzur que arribà a ser oficial entre 1850 i 1892

Un segle després, es va passar d'interpretar que l'escut representa les ones del mar a pretendre que els seus colors siguin atzur sobre plata (o blau sobre blanc; forma habitual de representar el mar). Així, el 1675, Rodrigo Mendes Silva blasona l'escut de Tarragona de la següent manera:
| « | Haze por Armas en plateado escudo unas açules ondas de alto à abaxo, timbrado de corona. | » |
| — Rodrigo Mendes Silva, Poblacion general de España: sus trofeos, blasones y conquistas heroycas… . Miranda, 1675, pág. 192 verso |                                                                                          |   |

Al segle xviii, es produeix la curiosa situació en què, mentre a la ciutat se segueix emprant l'escut tradicional vairat d'or i gules (ús que recullen els heraldistes catalans); els repertoris generals perpetuen un ondat d'argent i atzur inexistent, així com unes explicacions erudites més o menys llegendàries. Aquest contrast entre l'ús real i l'erudit s'allargarà fins avançat el segle XX i suposarà la perplexitat entre els tarragonins cada cop que es trobin amb reproduccions d'un escut de Tarragona que no és el que han conegut.
Ja al segle xix, aquesta perplexitat també es manifesta en sentit contrari. Així, Josep Salat, al Tratado de las monedas labradas en el Principado de Cataluña, després de blasonar, seguint la tradició erudita, "el escudo en plata de las armas de Tarragona con líneas ó palos ondeados, que demuestran las ondas del mar, á cuya orilla está situada" se sorprèn en no veure'l a les monedes de Tarragona que estudia, confon el vairat tradicional amb un escacat com el del Comtat d'Urgell i, fins i tot, arriba a criticar als autors que havien donat la coloració correcta de gules i or per "confondre l'escut de Tarragona amb el de Catalunya".
El 1850, amb motiu de la construcció del Congrés dels Diputats a Madrid, es va demanar a totes les capitals de província una còpia del seu escut per a decorar l'edifici. L'Ajuntament de Tarragona va comissionar a l'historiador local Josep Maria de Torres (deixeble d'Hernández Sanahuja) qui, influït per la tradició erudita, va definir l'escut com a ondat d'atzur sobre plata. I, d'aquesta manera, es va convertir en escut oficial de la ciutat, situació anòmala que es va mantenir fins que Carles de Morenés i de Tord, IV baró les Quatre Torres, rehabilità l'escut autèntic i original en una comunicació a la Reial Societat Arqueològica Tarraconense el 1891. Atenent a l'esmentat estudi, l'Ajuntament de Tarragona va oficialitzar l'escut tradicional, vairat en ondes de gules sobre daurat, el 30 de novembre de 1892.
L'escut de la Universitat de Barcelona, format pels blasons provincials de Barcelona, Tarragona, Girona, Lleida i les Illes Balears, tenia un quarter amb el blasó ondat d'atzur per representar Tarragona.

## Situació actual

Proposta d'adaptació de l'escut a la normativa

Segons la normativa de la Generalitat de Catalunya, és aquesta la institució que regula i registra els símbols, com la bandera o l'escut, de les entitats locals. Per a poder registrar l'escut cal complir certes condicions, com que la forma de l'escut sigui caironada ("un quadrat recolzat sobre un dels seus vèrtexs i amb una de les diagonals disposada verticalment i l'altra horitzontalment"). També obliga a timbrar l'escut "ordinàriament" amb una corona mural. Per aquests motius, entre d'altres, l'escut oficialitzat el 1892 no està reconegut per la Generalitat i hom considera que no és oficial. La Societat Catalana de Genealogia i Heràldica ha fet una proposta d'adaptació de l'escut a la normativa catalana, que es pot veure a la imatge adjunta.